# Cyphostemma
Cyphostemma är ett släkte av vinväxter. Cyphostemma ingår i familjen vinväxter.

## Dottertaxa tillCyphostemma, i alfabetisk ordning[1]
- Cyphostemma abercornense
- Cyphostemma adamii
- Cyphostemma adenanthum
- Cyphostemma adenocarpum
- Cyphostemma adenocaule
- Cyphostemma adenopodum
- Cyphostemma allophyloides
- Cyphostemma alnifolium
- Cyphostemma amplexicaule
- Cyphostemma anatomica
- Cyphostemma ankaranense
- Cyphostemma ankirihitrensis
- Cyphostemma bainesii
- Cyphostemma bambuseti
- Cyphostemma barbosae
- Cyphostemma betiforme
- Cyphostemma bidgoodiae
- Cyphostemma boranense
- Cyphostemma bororense
- Cyphostemma braunii
- Cyphostemma brieyi
- Cyphostemma buchananii
- Cyphostemma bullatum
- Cyphostemma burgeri
- Cyphostemma cabui
- Cyphostemma caerulans
- Cyphostemma camerounense
- Cyphostemma chloroleucum
- Cyphostemma chrysadenium
- Cyphostemma cirrhosum
- Cyphostemma comorense
- Cyphostemma congestum
- Cyphostemma congoensis
- Cyphostemma cornigerum
- Cyphostemma cornus-africani
- Cyphostemma crassiusculum
- Cyphostemma crinitum
- Cyphostemma cristigerum
- Cyphostemma crithmifolium
- Cyphostemma crotalarioides
- Cyphostemma cryptoglandulosum
- Cyphostemma cuneatum
- Cyphostemma currorii
- Cyphostemma curvipodum
- Cyphostemma cymosum
- Cyphostemma cyphopetalum
- Cyphostemma darainense
- Cyphostemma dasycarpum
- Cyphostemma dasypleurum
- Cyphostemma degraerii
- Cyphostemma delphinensis
- Cyphostemma dembianense
- Cyphostemma descoingsii
- Cyphostemma desenfansii
- Cyphostemma digitatum
- Cyphostemma duparquetii
- Cyphostemma dysocarpum
- Cyphostemma echinocarpa
- Cyphostemma elephantopus
- Cyphostemma elisabethvilleanum
- Cyphostemma eminii
- Cyphostemma engleri
- Cyphostemma erythrocephalum
- Cyphostemma feddeanum
- Cyphostemma flavicans
- Cyphostemma flaviflorum
- Cyphostemma fragariifolium
- Cyphostemma fugosioides
- Cyphostemma gigantophyllum
- Cyphostemma gilletii
- Cyphostemma glandulosopilosum
- Cyphostemma gracillimum
- Cyphostemma grahamii
- Cyphostemma grandistipulatum
- Cyphostemma graniticum
- Cyphostemma greenwayi
- Cyphostemma greveanum
- Cyphostemma griseorubrum
- Cyphostemma hardyi
- Cyphostemma haumanii
- Cyphostemma hereroense
- Cyphostemma heterotrichum
- Cyphostemma hildebrandtii
- Cyphostemma hispidiflorum
- Cyphostemma homblei
- Cyphostemma horombense
- Cyphostemma huillense
- Cyphostemma humile
- Cyphostemma hypoleucum
- Cyphostemma jiguu
- Cyphostemma johannis
- Cyphostemma junceum
- Cyphostemma juttae
- Cyphostemma kaniamae
- Cyphostemma kapiriensis
- Cyphostemma keilii
- Cyphostemma kerkvoordei
- Cyphostemma kibweziense
- Cyphostemma kilimandscharicum
- Cyphostemma kirkianum
- Cyphostemma kiwakishiensis
- Cyphostemma knittelii
- Cyphostemma kundelunguense
- Cyphostemma labatii
- Cyphostemma lageniflorum
- Cyphostemma lanigerum
- Cyphostemma lazum
- Cyphostemma leandrii
- Cyphostemma ledermannii
- Cyphostemma lentianum
- Cyphostemma letouzeyanum
- Cyphostemma leucorufescens
- Cyphostemma leucotrichum
- Cyphostemma libenii
- Cyphostemma lovemorei
- Cyphostemma luteum
- Cyphostemma lynesii
- Cyphostemma macrocarpum
- Cyphostemma manambovensis
- Cyphostemma mandrakense
- Cyphostemma manikense
- Cyphostemma mannii
- Cyphostemma mappia
- Cyphostemma maranguensis
- Cyphostemma marojejyense
- Cyphostemma marunguensis
- Cyphostemma masukuensis
- Cyphostemma megabotrys
- Cyphostemma mendesii
- Cyphostemma meyeri-johannis
- Cyphostemma michelii
- Cyphostemma micradenium
- Cyphostemma microdipterum
- Cyphostemma mildbraedii
- Cyphostemma milleri
- Cyphostemma molle
- Cyphostemma montagnacii
- Cyphostemma montanum
- Cyphostemma muhuluense
- Cyphostemma nanellum
- Cyphostemma natalitium
- Cyphostemma nigroglandulosum
- Cyphostemma niveum
- Cyphostemma njegerre
- Cyphostemma obovato-oblongum
- Cyphostemma odontadenia
- Cyphostemma oleraceum
- Cyphostemma omburensis
- Cyphostemma ornatum
- Cyphostemma ouakense
- Cyphostemma overlaetii
- Cyphostemma oxyphyllum
- Cyphostemma pachyanthum
- Cyphostemma pachypus
- Cyphostemma pannosum
- Cyphostemma passargei
- Cyphostemma paucidentatum
- Cyphostemma pendulum
- Cyphostemma perforatum
- Cyphostemma phyllomicron
- Cyphostemma pobeguinianum
- Cyphostemma princeae
- Cyphostemma pruriens
- Cyphostemma pseudoburgeri
- Cyphostemma pseudonjegerre
- Cyphostemma pseudorhodesiae
- Cyphostemma pseudosesquipedale
- Cyphostemma pseudoupembaensis
- Cyphostemma puberulum
- Cyphostemma pumilum
- Cyphostemma quinatum
- Cyphostemma rhodesiae
- Cyphostemma richardsiae
- Cyphostemma rivae
- Cyphostemma robsonii
- Cyphostemma robynsii
- Cyphostemma roseiglandulosum
- Cyphostemma rotundistipulatum
- Cyphostemma ruacanense
- Cyphostemma rubroglandulosum
- Cyphostemma rubromarginatum
- Cyphostemma rubrosetosum
- Cyphostemma rupicolum
- Cyphostemma sakalavensis
- Cyphostemma sanctuarium-selousii
- Cyphostemma sarcospathulum
- Cyphostemma saxicola
- Cyphostemma scarlatinum
- Cyphostemma schlechteri
- Cyphostemma schliebenii
- Cyphostemma segmentatum
- Cyphostemma seitzianum
- Cyphostemma septemfoliolata
- Cyphostemma serpens
- Cyphostemma sessilifolium
- Cyphostemma setosum
- Cyphostemma shinyangense
- Cyphostemma simplicifolium
- Cyphostemma simulans
- Cyphostemma sokodensis
- Cyphostemma spinosopilosum
- Cyphostemma stefaninianum
- Cyphostemma stegosaurus
- Cyphostemma stenolobum
- Cyphostemma stipulaceum
- Cyphostemma strigosum
- Cyphostemma subciliatum
- Cyphostemma sulcatum
- Cyphostemma taborense
- Cyphostemma tenuissimum
- Cyphostemma ternatum
- Cyphostemma thomasii
- Cyphostemma tisserantii
- Cyphostemma trachyphyllum
- Cyphostemma tsaratananensis
- Cyphostemma ukerewense
- Cyphostemma urophyllum
- Cyphostemma uter
- Cyphostemma uwanda
- Cyphostemma vandenbergheae
- Cyphostemma vandenbrandeanum
- Cyphostemma vanderbenii
- Cyphostemma vanmeelii
- Cyphostemma waterlotii
- Cyphostemma vezensis
- Cyphostemma villosicaule
- Cyphostemma villosiglandulosum
- Cyphostemma wilmsii
- Cyphostemma violaceoglandulosum
- Cyphostemma viscosum
- Cyphostemma wittei
- Cyphostemma vogelii
- Cyphostemma vollesenii
- Cyphostemma woodii
- Cyphostemma zanzibaricum
- Cyphostemma zechianum
- Cyphostemma zimmermannii